# Консепсьйон (провінція, Чилі)
Провінція Консепсьйон (ісп. Provincia de Concepción) — провінція у Чилі у складі області Біо-Біо. Адміністративний центр — місто Консепсьйон. Включає в себе 12 комун.
Територія — 3439 км². Населення — 912 889 жителів. Щільність населення — 265,45 осіб/км².

## Географія
Провінція розташована на заході регіону Біобіо.
Провінція межує:
- На півночі — провінція Ньюбле;
- На сході — провінція Біобіо;
- На півдні — провінція Арауко;
- На заході — Тихий океан.

## Адміністративний устрій
Провінція поділяється на 12 комун:
- Консепсьйон, адміністративний центр — Консепсьйон;
- Коронель, адміністративний центр — Коронель;
- Чигуаянте, адміністративний центр — Чигуаянте;
- Флорида, адміністративний центр — Флорида;
- Уальпен, адміністративний центр — Уальпен;
- Уалькі, адміністративний центр — Уалькі;
- Лота, адміністративний центр — Лота;
- Пенко, адміністративний центр — Пенко;
- Сан-Педро-де-ла-Пас, адміністративний центр — Сан-Педро-де-ла-Пас;
- Санта-Хуана, адміністративний центр — Санта-Хуана;
- Талькауано, адміністративний центр — Талькауано;
- Томе, адміністративний центр — Томе.

| Чилі | Це незавершена стаття з географії Чилі. Ви можете допомогти проєкту, виправивши або дописавши її. |